# Elyhordeum pilosilemma
Elyhordeum pilosilemma är en gräsart som först beskrevs av W.W.Mitch. och H.J.Hodgs., och fick sitt nu gällande namn av Mary Elizabeth Barkworth. Elyhordeum pilosilemma ingår i släktet Elyhordeum och familjen gräs.
Artens utbredningsområde är Alaska. Inga underarter finns listade i Catalogue of Life.